# August Lohr
August Lohr ou Löhr, né le 26 août 1842 à Hallein et mort le 4 février 1920 à Mexico, est un paysagiste et peintre panoramiste autrichien actif en Allemagne, aux États-Unis et au Mexique.

## Vie et œuvre
Lohr étudie la peinture à partir de 1863 dans la classe des antiquités de l'Académie royale des arts de Munich avec Karl von Piloty.  
Lohr débute en tant que peintre paysagiste  de scènes alpines. 
De 1879 à 1883, Lohr aide le professeur Louis Braun à peindre le panorama de la bataille de Sedan, puis ceux des batailles de Weissenburg, de Saint-Privat et de Mars-la-Tour. En 1884, Lohr supervise l'installation du Panorama de la bataille Sedan à la Nouvelle-Orléans.
Lohr est engagé par l'homme d'affaires d'origine allemande William Wehner de Chicago pour peindre des panoramas pour l'American Panorama Company dans un studio de Wells Street à Milwaukee.
Avec sa femme et ses enfants, accompagné de peintres  Friedrich Wilhelm Heine, Bernhard Schneider, Hermann Michalowski et Franz Rohrbeck, Lohr quittent l'Allemagne le 29 avril 1885 à bord du bateau à vapeur « Fulda » de Brême à destination de New York. À Milwaukee, il réunit une équipe d'artistes allemands. Avec Friedrich Wilhelm Heine, il dirige la production de plusieurs panoramas illustrant principalement des batailles de la Guerre de Sécession :  Panorama de la bataille de Chattanooga  (également appelé La Prise d'assaut de Missionary Ridge) et deux exemplaires de  La bataille d'Atlanta.
De 1887 à 1890, Lohr et Heine ont dirigé la Lohr & Heine Panorama Company, qui a acquis le studio de Wells Street auprès de l'American Panorama Company. 
Entre 1886 et 1891, avec Friedrich-Wilhelm Heine et Karl Hubert Frosch, il peint trois panoramas de « Jérusalem le jour de la crucifixion » copies de celui de Bruno Piglhein. 
Lohr émigre avec sa famille au Mexique vers 1890, où il peint de nombreux paysages. En 1899, Lohr travaille à nouveau pour Wehner à San Francisco, puis il termine sa vie au Mexique.